# Ökoregionen Neuseelands
Die Ökoregionen Neuseelands werden je nach Art der Klassifikation in unterschiedliche Anzahl von Ökoregionen unterteilt.

## Neun Ökoregionen
In einer vereinfachten Klassifikation, die 2013 der Wissenschaftler Matt McGlone vom Institut Landcare Research New Zealand vorgenommen hatte, kann Neuseeland grob in neun verschiedene Ökoregionen unterteilt werden, von denen sich zwei auf der Nordinsel, zwei auf der Südinsel, zwei auf beiden Inseln und weitere drei sich außerhalb der beiden Hauptinseln befinden.
Nordinsel
- Der nördliche Teil der Nordinsel, von North Cape der Nordspitze der Insel bis hinunter um Kawhia Harbour und entlang der Küste bis zum östlich liegenden East Cape.
- Das Volcanic Plateau, in der Mitte der Nordinsel das gesamte vulkanisch aktive Gebiet mit den Vulkanen Ruapehu, Ngauruhoe, Tongariro und Taranaki und der Taupō Volcanic Zone umfassend.

Südinsel
- Central Otago, das Hochland in der Region Otago

Nord- und Südinsel
- Die Neuseeländischen Alpen und die axial verlaufenden Gebirgszüge der Nordinsel
- Dem Wind zugewandte Regionen, die Westküsten beider Inseln, die den westlichen Winden ausgesetzt sind
- Dem Wind abgekehrte Regionen, die mittleren Regionen und die Ostküsten, die von den westlichen Winden geschützt sind

Außerhalb der Nord- und Südinsel
- Die nördlichen Inselgruppen, wie die Kermadec Islands, Solander Islands und Three Kings Islands.
- Die Chatham Islands
- Die südlichen Inselgruppen, wie die Antipodes Islands, Auckland Islands, Bounty Islands, Snares Islands und die Insel Campbell Island.

Matt McGlone führte, ohne allerdings Quellenangaben zu machen, seinerzeit ferner aus, dass je nach Art der Klassifikationen die Anzahl und die geographische Abgrenzung der Ökoregionen variieren kann. So soll es eine Klassifikation geben, in der Neuseeland in 20 unterschiedliche Ökoregionen unterteilt wird und in einer anderen bis zu 85 verschiedene Ökoregionen definiert werden.

## 25 Ökoregionen
In einer Dissertation von Jon S. Harding aus dem Jahr 1994 führt der Autor eine Unterscheidung von dreizehn Ökoregionen auf der Nordinsel und zwölf auf der Südinsel auf. Er definierte die Regionen dabei anhand von folgenden Kriterien: Klimatische Region, Niederschlag, Relief, Vegetation und Bodenbeschaffenheit.
Nordinsel
- Northern Hill Country
- Coromandel Peninsula
- Hauraki Plains
- Bay of Plenty Lowlands
- Waikato Hill Country
- Taupō Plateau
- East Cape Highlands
- Eastern Arable Lowlands
- Volcanic Plateau
- Mount Taranaki Forest
- Central Mountains
- Manawatu Plains
- Wairarapa Highlands

Südinsel
- North West Nelson Forest
- Nelson Plains
- North East Nelson Forest
- Marlborough Plains
- Westland Forest
- Southern Alps
- High Country
- East Coast Plains
- Banks Peninsula
- Central Otago Basin
- Southern Plains
- South Eastern Forests

Die Ökoregionen außerhalb der beiden Hauptinseln führte Harding allerdings nicht auf.